# Huangzhou
Der Stadtbezirk Huangzhou (chin. 黄州区; Pinyin: Huángzhōu Qū) ist ein Stadtbezirk im Osten der chinesischen Provinz Hubei. Er gehört zum Verwaltungsgebiet der bezirksfreien Stadt Huanggang. Er hat eine Fläche von 363,2 Quadratkilometern und zählt 397.800 Einwohner (Stand: Ende 2019). Er ist Zentrum und Regierungssitz von Huanggang.

## Administrative Gliederung
Auf Gemeindeebene setzt sich der Stadtbezirk aus vier Straßenvierteln, drei Großgemeinden und einer Gemeinde zusammen. 